# جبل المدورة

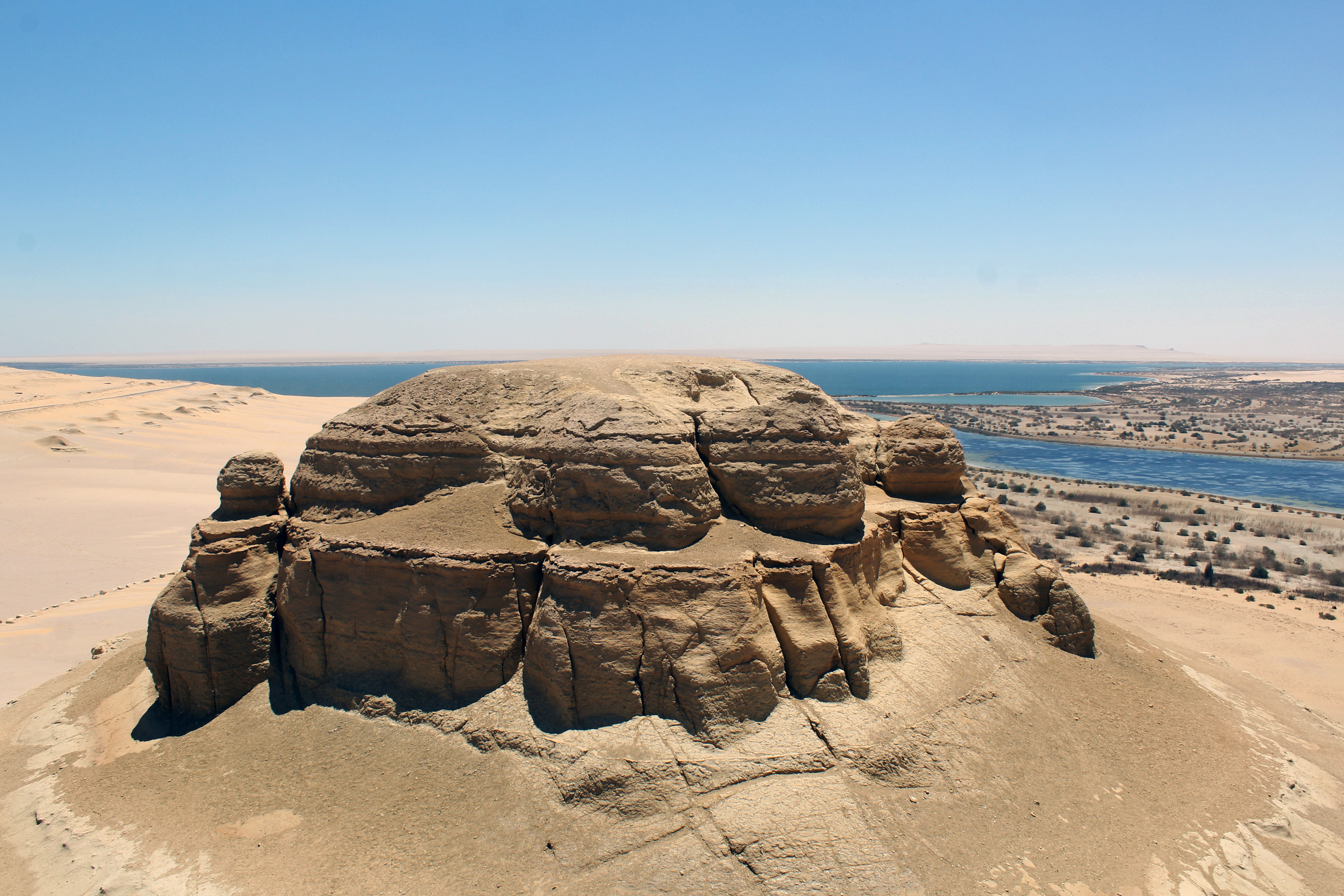
جبل المدورة.

جبل المدورة هو عبارة عن هضبة عالية تتخذ شكل الدائرة تقع في محمية وادي الريان، محافظة الفيوم، مصر. تتميز الهضبة النادرة بمجموعة من التكوينات الجيولوجية الفريدة من نوعها، والتي تُعتبر شاهداً على مجموعة من الحقب الجيولوجية المتعددة على مدار 45 مليون عام، أي فترة ما قبل العصر الأيوسيني. ويُعد جبل المدورة منطقة جذب سياحي، حيث يمكن القيام برحلات سفاري، وخوض مغامرة تسلّقه.